# Dinamarca nos Jogos Olímpicos de Inverno de 2022
Dinamarca participou dos Jogos Olímpicos de Inverno de 2022, realizados em Pequim, na China.
Foi a 15.ª aparição do país em Olimpíadas de Inverno. Foi representado por 62 atletas, sendo 33 homens e 29 mulheres.

## Competidores
| Esporte                 | Masculino | Feminino | Total |
| ----------------------- | --------- | -------- | ----- |
| Biatlo                  | 0         | 1        | 1     |
| Curling                 | 5         | 5        | 10    |
| Esqui alpino            | 1         | 0        | 1     |
| Hóquei no gelo          | 25        | 23       | 48    |
| Patinação de velocidade | 2         | 0        | 2     |
| Total                   | 33        | 29       | 62    |

## Desempenho

### Biatlo
Feminino

### Curling
Masculino
Feminino

### Esqui alpino
Masculino

### Hóquei no gelo
Masculino
Feminino

### Patinação de velocidade
Masculino
Legenda
| Recorde mundial      | Recorde mundial (World record)               |                       | Recorde africano                      | Recorde africano (African) |                                           | Q | Classificado por posição (Qualified) |
| Recorde olímpico     | Recorde olímpico (Olympic record)            | Recorde da América    | Recorde da América (Americas)         | q                          | Classificado por melhor tempo (Qualified) |   |                                      |
| Melhor marca do ano  | Melhor marca do ano (World leading)          | Recorde asiático      | Recorde asiático (Asian)              | DNS                        | Não largou (Did not start)                |   |                                      |
| Recorde nacional     | Recorde nacional (National record)           | Recorde europeu       | Recorde europeu (European)            | DNF                        | Não terminou (Did not finish)             |   |                                      |
| Recorde pessoal      | Recorde pessoal do atleta (Personal best)    | Recorde da Oceania    | Recorde da Oceania (Oceania)          | DSQ / DQ                   | Desclassificado (Disqualified)            |   |                                      |
| Recorde da temporada | Recorde da temporada do atleta (Season best) | Recorde sul-americano | Recorde sul-americano (South America) | NM                         | Sem marca (No mark)                       |   |                                      |